# الشعر النبطي ذائقة الشعب وسلطة النص
الشعر النبطي ذائقة الشعب وسلطة النص هو كتاب لمؤلفه أستاذ الأنثربولوجيا السعودي الدكتور سعد الصويان. اتخذ الصويان من الشعر النبطي مادة لدراسة علمية معمقة. أستغرقت منه سنين طويلة من البحث عن المادة الشعرية في المخطوطات القديمة. فجمع في كتابه من بطون المخطوطات، قصائد نادرة وذات أهمية لم يسبق نشرها، وبذل فيها جهداً هائلاً بالتحقيق والتمحيص. 

## أبرز الأفكار
لقد طرح الكاتب فكرة جريئة جدًا زاعمًا أنَّ الشعر النبطيّ الشائع والمنتشر في الجزيرة العربية إنَّما هو سليل الشعر الجاهليّ وقد تعرَّض لتحويرات في تحقيباتٍ زمنيةٍ متلاحقة جعلته أقرب إلى الثقافة الدارجة منه إلى الثقافة الفصيحة النخبوية. وقد استعان للتدليل على كلامه بعشرات المخطوطات التي دوَّنت شعرًا نبطيًا يعود عمره إلى خمسة قرون، وهذه المخطوطات استقاها الباحث من مراكز المخطوطات بالمملكة العربية السعودية إلى جانب مصنفات تاريخية لباحثين من أبناء المنطقة. ولقد أراد الصويان أن يسوَّغ لمشروعية دراسة الشعر النبطيّ من خلال مقدمة نقدية ضافية استعرض فيها مقولات الرفض ثم نقض تلك المقولات كما تعرَّض للشعر النبطيّ في مسماه ونشأته وفي لغته وتدوينه مبينًا أقدم النماذج الشعرية العائدة إلى حقبة بني هلال ثم الحقبة الجبرية الأولى والثانية ثم الحقبة الغريرية الأولى والثانية، والعودة إلى أقدم نماذجه المدوَّنة. 

## المضمون والمحتوى
يعتبر الكتاب من البحوث التي أهتمت في دراسة الشعر النبطي وأبراز قيمته الأدبية. ولترسيخ فكرة أنَّ الشعر النبطيّ الشائع والمنتشر في الجزيرة العربية إنَّما هو سليل الشعر الجاهليّ. وقد أجاد الصويان في إظهار قيمة الشعر النبطي بكثير من الدلائل وأستخرج من بطون المخطوطات قصائد قديمة تنشر لأول مره.